# Mesosa vagemarmorata
Mesosa vagemarmorata är en skalbaggsart som beskrevs av Stefan von Breuning 1961. Mesosa vagemarmorata ingår i släktet Mesosa och familjen långhorningar. Inga underarter finns listade i Catalogue of Life.